# Henri Vaslin
Pour les articles homonymes, voir Vaslin.
Pas d'image ? Cliquez ici

a Compétitions nationales et continentales officielles uniquement.

b Matchs officiels uniquement.
Henri Vaslin, né le 10 juillet 1929 à Soues et mort le 17 février 2015 à Cuxac-Cabardès, est un joueur et entraîneur de rugby à XV et international français de rugby à XIII, évoluant au poste d'ailier, talonneur ou pilier.
Il fait partie de la grand équipe de Carcassonne qu'il rejoint en 1948 remportant le Championnat de France 1950 et la Coupe de France : 1951 et 1952. Il côtoie également l'équipe de France avec laquelle il dispute la Coupe d'Europe des nations 1950 et 1952.
Il devient par la suite entraîneur de rugby à XV à l'Entente Quillan Espéraza.

## Biographie
Henri Auguste Léon Vaslin naît le 10 juillet 1929 à Soues (Hautes-Pyrénées). Son père, Maurice Vaslin (né à Jarnac en 1899), est ajusteur, et sa mère, Jeanne (née à Tarbes en 1900), sans profession. Il a un frère, René (1923-2008).

## Palmarès

### En tant que joueur
- Collectif[2] :
  - Vainqueur de la Coupe d'Europe des nations : 1952 (France).
  - Vainqueur du Championnat de France : 1950, 1952 et 1953[3] (Carcassonne).
  - Vainqueur de la Coupe de France : 1951 et 1952 (Carcassonne).
  - Finaliste du Championnat de France : 1949, 1955, 1956 (Carcassonne).
  - Finaliste de la Coupe de France : 1949 (Carcassonne).

#### Détails en club
| Saison    | Saison         | Championnat           | Championnat | Coupe           | Coupe      |
| Saison    | Saison         | Comp.                 | Class.      | Comp.           | Class.     |
| --------- | -------------- | --------------------- | ----------- | --------------- | ---------- |
| 1948-1949 | AS Carcassonne | Championnat de France | Finaliste   | Coupe de France | Finaliste  |
| 1949-1950 | AS Carcassonne | Championnat de France | Vainqueur   | Coupe de France | 1/8 finale |
| 1950-1951 | AS Carcassonne | Championnat de France | 1/2 finale  | Coupe de France | Vainqueur  |
| 1951-1952 | AS Carcassonne | Championnat de France | Vainqueur   | Coupe de France | Vainqueur  |
| 1952-1953 | AS Carcassonne | Championnat de France | Vainqueur   | Coupe de France | 1/4 finale |
| 1953-1954 | AS Carcassonne | Championnat de France | 7e          | Coupe de France | 1/4 finale |
| 1954-1955 | AS Carcassonne | Championnat de France | Finaliste   | Coupe de France | 1/8 finale |
| 1955-1956 | AS Carcassonne | Championnat de France | Finaliste   | Coupe de France | 1/4 finale |
| 1956-1957 | AS Carcassonne | Championnat de France | 1/2 finale  | Coupe de France | 1/4 finale |

### En tant qu'entraîneur
- Collectif :
  - Vainqueur de la Coupe de France : 1977 (Carcassonne).
  - Finaliste du Championnat de France : 1977 (Carcassonne).